# ند الحمر
ند الحمر (به عربی: ند الحمر) یک شهرک در امارات متحده عربی است که در شیخ‌نشین دبی واقع شده‌است.